# 몬테레이 전투
몬테레이 전투(Battle of Monterrey)는 멕시코-미국 전쟁 중 1846년 9월 21일부터 23일까지 멕시코와 미합중국 군대 사이에 벌어진 교전이다. 페드로 데 암푸디아 장군과 멕시코 북부군이 중요한 요새 도시 몬테레이에서 미합중국 군대와 전투를 벌였지만, 결국 양측이 큰 피해를 입고 멕시코 군이 철수를 하게 된다.

## 배경
레사카 데 라 팔마 전투의 결과, 테일러 장군은 5월 18일에 리오그란데강을 건넜다. 반면 6월초 마리아노 아리스타 장군은 북부군 병력 약 2,638명의 지휘권을 프란시스코 메히아에게 넘겨주었다.:82 메히아는 그들을 데리고 몬테레이로 배치시켜, 재커리 테일러 장군이 이끄는 미국 군대를 다시 맞기 위해 재정비를 했다. 옛 요새의 도시 몬테레이 근처에서 페드로 데 암푸디아 장군은 안토니오 로페스 데 산타 안나로부터 살티요 시(암푸디아가 방어선을 치고 있던 마을)까지 후퇴하도록 명령을 받았다. 그러나 승리에 굶주린 군인이 끊임없는 패퇴로 반란을 일으킬 수 있다는 것을 의식하고 있던 암푸디아 장군은 명령을 거절하고, 몬테레이에서 교전을 선택했다. 이 교전을 위해 멕시코시티에서 원군이 파병되었다. 원군은 1,000명의 아즈페이티아 대대, 1,060명의 시므온 라미레즈 대대와 포병대 한 부대, 아일랜드계 미국인이 주를 이루는 멕시코군 지원병들 산 패트리시오스(San Patricios, 또는 성 패트릭 대대)로 구성되어 있었으며, 그들은 미군과의 최초의 큰 전투를 기다리고 있었다.

## 전투
3일 동안 미군은 도시를 점령하는데 성공하지 못했다. 멕시코의 거센 저항으로 미군 장교들은 상당한 손실을 입었고, 미군의 총병 부대는 몬테레이 마을의 많은 요새의 벽을 비집고 들어갈 수 없었다. 3일째에, 텍사스 레인저스 부대와 윌리엄 J. 워스 장군 휘하의 보병 부대는 겨우 마을 서쪽의 4개의 언덕을 점거했다. 여기에 큰 대포를 설치하여 언덕에서 벗어나 후퇴하는 군대를 공격하기 위해 사용했다. 미군은 양동 작전으로 동서로 나뉘어 마을로 진격했다.
거리의 도처에서 백병전이 이어졌다. 텍사스 레인저스는 집안에 경량 대포를 쏘아 가벼운 부상을 입혔지만, 멕시코 병사들을 창밖으로 날려 버렸다. 멕시코 군은 마을 광장으로 집결했다. 마을 광장에서 덫에 걸려 적의 곡사포 유탄 포격을 받은 암푸디아 장군은 협상하기로 결정했다. 적지에서 더 많은 병력과 싸웠야 했던 테일러는 항복의 대가로 2개월 휴전 협정을 협상했다.

## 전투 후

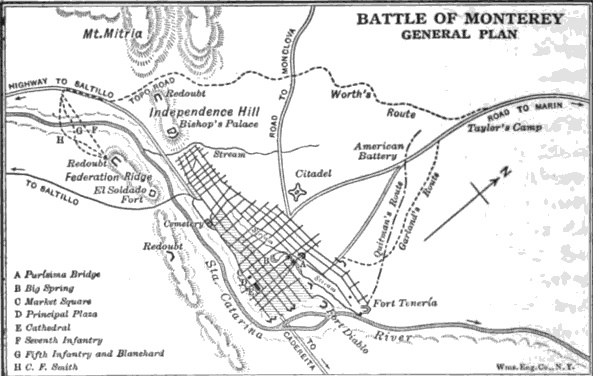
몬테레이 군 배치도

암푸디아는 9월 30일 휴전선 너머로 이동했고, 11월 초에 산루이스포토시로 갔다.:101
테일러와 암푸디아가 합의한 휴전은 전쟁의 결과에 큰 효과를 가져왔다. 테일러는 연방 정부의 비난을 받았고, 제임스 포크 대통령은 미군은 휴전 협상권은 전혀 없고 단지 ‘적을 죽이기만 해야’ 한다고 주장했다. 또한 암푸디아의 군에게 전투의 명예와 무기를 모두 가지고 철수를 허용한 그의 휴전의 조건은 미국 측 참관자가 보기엔 어리석은 소견으로 보였다. 그의 편을 들어, 어떤 이들은 암푸디아가 멕시코 패전을 시작한 것이라고 주장했다. 많은 멕시코 군인들이 전쟁에 환멸을 느겼다. 몬테레이 같은 단단한 요새에다, 잘 보급된 장소에 1만명의 멕시코 병력은 3일 동안 미군에 저항했지만, 미국의 시가전 전술, 중화기, 게다가 멕시코 군 장교들의 내부 분열에 의해 그냥 항복할 수밖에 없었다.